# Chlorocytus
Chlorocytus is een geslacht van vliesvleugeligen uit de familie Pteromalidae. De wetenschappelijke naam van dit geslacht is voor het eerst geldig gepubliceerd in 1956 door Graham.

## Soorten
Het geslacht Chlorocytus omvat de volgende soorten:
- Chlorocytus agropyri Graham, 1965
- Chlorocytus alticornis Graham, 1984
- Chlorocytus amaravathicus Narendran & Girish Kumar, 2009
- Chlorocytus analis (Ashmead, 1895)
- Chlorocytus arkansensis (Girault, 1917)
- Chlorocytus breviscapus Graham, 1965
- Chlorocytus circumcinctus Xiao & Huang, 2000
- Chlorocytus comatus Xiao & Huang, 2000
- Chlorocytus deschampsiae Graham, 1965
- Chlorocytus dinotiscoides (Hedqvist, 1974)
- Chlorocytus diversus (Walker, 1836)
- Chlorocytus formosus (Walker, 1835)
- Chlorocytus gracila (Risbec, 1957)
- Chlorocytus harmolitae Boucek, 1957
- Chlorocytus inchoatus Graham, 1965
- Chlorocytus indicus Sureshan, 2000
- Chlorocytus jaculatorius Xiao & Huang, 2000
- Chlorocytus koponeni Graham, 1990
- Chlorocytus koreanus Kamijo, 1983
- Chlorocytus languriae (Ashmead, 1896)
- Chlorocytus longicauda (Thomson, 1878)
- Chlorocytus murriensis Graham, 1965
- Chlorocytus phalaridis Graham, 1965
- Chlorocytus pilosus Graham, 1965
- Chlorocytus planus (Walker, 1834)
- Chlorocytus polichna (Walker, 1848)
- Chlorocytus rhodobaeni (Ashmead, 1896)
- Chlorocytus scandolensis Rasplus, 1991
- Chlorocytus simillimus (Gahan, 1919)
- Chlorocytus spenceri Graham, 1965
- Chlorocytus spicatus (Walker, 1835)
- Chlorocytus tenellus (Walker, 1874)
- Chlorocytus terminalis (Walker, 1836)
- Chlorocytus ultonicus Graham, 1965
- Chlorocytus undulatus Xiao & Huang, 2000
- Chlorocytus vassiliefi (Ashmead, 1903)
- Chlorocytus xanthopus (Cameron, 1906)